# Small Town Girl (album)
| Recensione | Giudizio |
| ---------- | -------- |
| Allmusic   | [ 1 ]    |

Small Town Girl è il primo album in studio della cantante statunitense Kellie Pickler, pubblicato il 31 ottobre 2006.

## Descrizione
L'album è stato pubblicato il 31 ottobre 2006 negli Stati Uniti dall'etichetta discografica 19 Recordings/BNA Records Label in formato CD. In Australia l'album è stato pubblicato dalla 19 Recordings/BNA Records Label e distribuito dalla Sony BMG Music Entertainment, che l'ha inoltre successivamente anche ristampato negli Stati Uniti in un paio d'occasioni.
Dall'album sono stati estratti tre singoli: Red High Heels, pubblicato il 13 settembre 2006; I Wonder, pubblicato il 5 febbraio 2007 e Things That Never Cross a Man's Mind, pubblicato il 10 settembre 2007.
Small Town Girl  ha venduto più di 884 000 copie fino ad ora negli Stati Uniti ed è stato certificato disco d'oro. Da esso sono stati lanciati tre singoli, che sono riusciti tutti ad entrare nella classifica delle canzoni country americane e in quella ufficiale dei singoli. L'album ha avuto un lieve successo anche in Canada, dove ha debuttato al #12 nella classifica degli album country più venduti. L'album ha debuttato al #9 nella Billboard 200 vendendo 79 000 copie ed è rimasto nella top 100 per 21 settimane.

## Tracce
1. Red High Heels – 3:43 (Kellie Pickler, Chris Lindsey, Aimee Mayo, Karyn Rochelle)
2. Gotta Keep Moving – 3:31 (Steve McEwan, Angela Lauer)
3. Things That Never Cross a Man's Mind – 3:11 (Tim Johnson, Don Poythress, Wynn Varble)
4. Didn't You Know How Much I Loved You – 4:07 (Chris Lindsey, Aimee Mayo, Troy Verges)
5. I Wonder – 3:57 (Kellie Pickler, Chris Lindsey, Aimee Mayo, Karyn Rochelle)
6. Small Town Girl – 4:25 (Kellie Pickler, Chris Lindsey, Aimee Mayo)
7. Wild Ponies – 4:14 (Chris Lindsey, Aimee Mayo, Karyn Rochelle)
8. Girls Like Me – 3:47 (Marv Green, Chris Lindsey, Hillary Lindsey, Aimee Mayo)
9. I'm on My Way – 4:36 (Sally Barris, Ashley Monroe, Liz Rose)
10. One of the Guys – 3:37 (Kellie Pickler, Chris Lindsey, Aimee Mayo, Karyn Rochelle)
11. My Angel – 3:19 (Kellie Pickler, Chris Lindsey, Aimee Mayo)

Durata totale: 42:27

## Classifiche
| Classifica (2006)                 | Posizione massima |
| --------------------------------- | ----------------- |
| U.S. Billboard 200                | 9                 |
| U.S. Billboard Top Country Albums | 1                 |

## Crediti
- Kellie Pickler - voce